# Cratere Lauritsen
Lauritsen è un cratere lunare di 51,24 km situato nella parte sud-occidentale della faccia nascosta della Luna.
Il cratere è dedicato al fisico danese naturalizzato statunitense Charles Christian Lauritsen.

## Crateri correlati
Alcuni crateri minori situati in prossimità di Lauritsen sono convenzionalmente identificati, sulle mappe lunari, attraverso una lettera associata al nome.
| Lauritsen | Coordinate            | Diametro (in km) |
| --------- | --------------------- | ---------------- |
| A         | 24°51′36″S 96°57′36″E | 33,76            |
| B         | 26°42′00″S 97°01′48″E | 21,66            |
| G         | 27°54′00″S 97°32′24″E | 13,63            |
| H         | 28°29′24″S 97°41′24″E | 23,4             |
| Y         | 27°32′24″S 96°25′12″E | 12,87            |
| Z         | 25°51′36″S 96°21′00″E | 60,57            |